# Calophyllum pachyphyllum
Calophyllum pachyphyllum là một loài thực vật có hoa trong họ Calophyllaceae. Loài này được Planch. & Triana mô tả khoa học đầu tiên năm 1861.